# Dinos
Dinos er en antik græsk vasetype. Den er formet som en stor bolle med afrundet bund. Dinos blev sat i specielle stativer når de skulle bruges. 